# فصة غرناطية
الفصة الغرناطية (باللاتينية: Medicago granadensis) أو الفصة الجليلية (باللاتينية: Medicago galilaea Boiss.) نوع نباتي يتبع جنس الفصة من الفصيلة البقولية.

## الموئل والانتشار
موطنها بلاد الشام ومصر وتركيا. تنتشر أيضًا في إسبانيا والبرتغال كنبات دخيل.